# Comitatul Union, Indiana
Comitatul Union, conform originalului din limba engleză, Union County (codul său FIPS este 18 - 161 Arhivat în 7 iunie 2011, la Wayback Machine.), este unul din cele 93 de comitate ale statului american Indiana. Conform Census 2010 populația totală era de 7.516 locuitori (din cei 6.483.802 locuitori ai statului), cu o densitate medie de circa 18/km2, în ușoară creștere (circa 2,3%) de la 7.349 de locuitori înregistrați la data recensământului (Census 2000) din anul 2000. Sediul comitatului, care este unul dintre cele mai slab populate ale statului, este orașul Liberty.

## Geografie
Conform datelor furnizate de United States Census Bureau în 2010, comitatul are o suprafață totală de 427,63 km2 (sau 165,18 sqmi), dintre care 417,38 km2 (ori 161,22 sqmi, adică 98,79%) este uscat și restul de 10,25 km2 (sau 3,96 sqmi, adică 2,39%) este apă.

### Comitate adiacente
- Comitatul Wayne—nord
- Comitatul Preble,  Ohio—est
- Comitatul Butler,  Ohio—sud-est
- Comitatul Franklin—sud
- Comitatul Fayette—vest

### Drumuri importante
- U.S. Route 27
- Indiana State Road 44
- Indiana State Road 101
- Indiana State Road 227

| - I-64 - I-69 - I-164 - US 41 | - SR 57 - SR 62 - SR 65 - SR 66 |

### Orașe și târguri -- Cities și towns
- Liberty
- West College Corner

### Localități neîncorporate -- Unincorporated towns
- Billingsville
- Brownsville
- Dunlapsville
- Kitchel
- Philomath
- Roseburg

### Districte civile -- Townships
- Brownsville
- Center
- Harmony
- Harrison
- Liberty
- Union

## Demografie
|  | Graficele sunt indisponibile din cauza unor probleme tehnice. Mai multe informații se găsesc la Phabricator și la wiki-ul MediaWiki. |

Date: Wikidata - grafică realizată de Wikipedia